# Crotalaria emarginella
Crotalaria emarginella är en ärtväxtart som beskrevs av Wilhelm Vatke. Crotalaria emarginella ingår i släktet sunnhampor, och familjen ärtväxter. Inga underarter finns listade i Catalogue of Life.